# Osłona linii kablowej
Osłona linii kablowej - konstrukcja przeznaczona do ochrony kabla przed uszkodzeniem spowodowanym działaniem czynników zewnętrznych. Rozróżnia się następujące rodzaje osłon:
- przykrycie - osłona ułożona nad kablem;
- przegroda - osłona ułożona wzdłuż kabla, oddzielająca go od sąsiedniego kabla lub innych urządzeń;
- osłona otaczająca - osłona wokół kabla, dzielona lub nie dzielona np. rura;
- osłona otwarta - osłona kabla z jednej, dwóch lub trzech stron.